# Team Vermarc Sportswear
El Team Vermarc Sportswear (codi UCI: TVS) va ser un equip ciclista alemany, de ciclisme en ruta que va competir professionalment el 2003.
Entre els ciclistes que hi van militar destaquen Ievgueni Vaker, André Schulze o René Weissinger.

## Principals resultats

### A les grans voltes
- Giro d'Itàlia
  - 0 participacions

- Tour de França
  - 0 participacions

- Volta a Espanya
  - 0 participacions

## Classificacions UCI
Fins al 1998 els equips ciclistes es trobaven classificats dins l'UCI en una única categoria. El 1999 la classificació UCI per equips es dividí entre GSI, GSII i GSIII. D'acord amb aquesta classificació els Grups Esportius I són la primera categoria dels equips ciclistes professionals. La següent classificació estableix la posició de l'equip en finalitzar la temporada.
| Temporada | Classificació per equips | Millor ciclista en la classificació individual |
| --------- | ------------------------ | ---------------------------------------------- |
| 2003      | 22è (GSIII)              | Ievgueni Vaker (601è)                          |